# Џејн Ејр (филм из 1943)
Џејн Ејр (енгл. Jane Eyre) је амерички љубавно-драмски филм из 1943. године, режисера и ко-сценаристе Роберта Стивенсона, заснован на истоименом роману Шарлоте Бронте. Сценарио су поред Стивенсона написали Џон Хаусман и Олдус Хаксли. Џоун Фонтејн тумачи насловну улогу, док Орсон Велс глуми Едварда Рочестера.
Филм је премијерно приказан 24. децембра 1943. у Уједињеном Краљевству, док је америчка премијера одржана 4. фебруара 1944. у Њујорку.

## Радња
Џејн Ејр, десетогодишње нежељено и невољено сироче, живи у Гејтсхед Холу са својом окрутном, себичном и безосећајном ујном, госпођом Рид, и њеним размаженим, насилним сином. Џејн је пресрећна када госпођа Рид, жељна да је се отараси, организује да буде примљена у Институт Лоувуд, добротворну школу и интернат за девојке, коју води строг и немилосрдан господин Броклхерст.
На основу онога што му је рекла госпођа Рид, господин Броклхерст пред свим ученицама означава Џејн као лажљивицу и наређује јој да сатима стоји на столици током свог првог дана у школи. Хелен Бeрнс, друга ученица, теши је и спријатељава се са њом. Касније, Џејн протестује када Броклхерст нареди да се Хеленина природно коврџава коса ошиша. Обе бивају кажњене тако што су приморане да ходају у круг по дворишту током пљуска. Доктор Риверс, саосећајни лекар који периодично проверава здравствено стање ученица, тражи да се доведу унутра, али за Хелен је већ касно, и она умире те ноћи.
Десет година касније, 1840. године, двадесетогодишња Џејн одбија Броклхерстову понуду за место учитељице у Лоувуду. Поставља оглас и прихвата посао гувернанте за девојчицу по имену Адела. Када Џејн стигне у Торнфилд, мрачан и изолован дворац, у почетку мисли да је њен послодавац госпођа Ферфакс, која је заправо домаћица одсутног господара.
Једне вечери, Џејн одлази у шетњу и изненађује коња који због тога збацује свог јахача, Едварда Рочестера, и благо га повређује. Када се врати у Торнфилд, открива да је тај човек њен послодавац. Рочестер је позива у своју библиотеку како би је испитао. Његов груб начин опхођења супротстављен је њеном тихом, нежном држању, након чега је отпушта уз жељу да ужива у свом боравку у Торнфилду.
Те ноћи, Џејн буди чудан смех. Истражује и открива да су завесе на Рочестеровом кревету у пламену. Она га буди и заједно гасе ватру, не узбуњујући никога. Рочестер јој наређује да причека док он одлази у друго крило куће, где се мистериозна шваља Грејс Пул држи по страни. По повратку, не открива јој ништа осим да је све под контролом. Следећег јутра, одлази из Торнфилда.
Пролазе зима и пролеће пре него што се Рочестер врати са групом гостију. Џејн је тужна када госпођа Ферфакс открије да сви очекују да ће се Рочестер оженити живахном и снобовском Бланш Инграм. Међутим, Рочестер признаје Џејн да је уверен да је Бланш заинтересована само за његово богатство.
Када у Торнфилд стигне човек по имену Ричард Мејсон из Спаниш Тауна на Јамајци, Џејн примећује да је Рочестер узнемирен. Те ноћи, болан врисак буди све у замку. Рочестер уверава госте да је само једна слушкиња вриштала у сну, али након што их пошаље назад у собе, тајно позива Џејн да се побрине за повређеног Мејсона, док он доведе доктора. Иза ње, закључана дрвена врата ударају као да неко покушава да изађе, али Рочестер наређује Џејн да игнорише све што види или чује. Рочестер касније наређује доктору да одведе Мејсона.
Рочестер приватно разговара са Бланш и директно јој каже да зна да је она заинтересована само за његов новац, након чега она и остали гости одлазе. Несвесна овога, Џејн наговештава тему свог будућег запослења негде другде када се Рочестер ожени, и признаје да не жели да га напусти. Рочестер открива да је заљубљен у њу, а не у Бланш, и запроси је. Џејн прихвата.
Током венчања, адвокат прекида церемонију и изјављује да је Рочестер већ ожењен женом по имену Берта Антоанета Мејсон, која је ментално болесна и поремећена. Ово потврђује и Мејсон, Рочестеров шурак. Рочестер прекида венчање и одводи Џејн и Мејсона у Торнфилд да им покаже Берту, која је полудела до те мере да се понаша као животиња, као и да живи у затвореној ћелији у кули под надзором Грејс Пул. Рочестер објашњава Џејн да је његов брак са Бертом уговорен док је био млад и да је није заиста познавао. Био је беспомоћан док је она губила разум, и очајнички је тражио срећу са другим женама, што га је довело до Џејн. Иако признају да га воли, Џејн одбија његову понуду да остане као његова љубавница и одлучно напушта Торнфилд како би сачувала своје достојанство.
Са истрошеним средствима, Џејн се враћа у Гејтсхед. Сазнаје да је њена тетка доживела мождани удар, узрокован бригом због погубних коцкарских навика њеног сина, који је, како се открива, извршио самоубиство. Госпођа Рид је срећна што види Џејн и њих две се мире. Након смрти госпође Рид, Џејн размишља шта да ради даље, чак разматрајући да прихвати посао код господина Броклхерста, када током једне олује чује Рочестеров намучени глас како је дозива.
Џејн се враћа у Торнфилд и затиче га у рушевинама. Госпођа Ферфакс обавештава је да је Берта побегла из своје ћелије, запалила кућу и побегла на кров. Док је Ферфакс одвела Аделу на сигурно, Рочестер је покушао да спаси Берту, али она је скочила у смрт. Запаљено степениште се урушило испод Рочестера, тешко га повредивши. Џејн се поново налази са Рочестером, који је ослепео од пожара. Он јој каже да не би требало да троши живот на човека попут њега, али она је донела своју одлуку да остане. Поново потврђују своју љубав и страсно се љубе. Џејн наративно изјављује да се удала за Рочестера и да му се вид делимично повратио довољно да види њиховог сина након што се родио.

## Улоге
| Глумац                 | Улога               |
| ---------------------- | ------------------- |
| Џоун Фонтејн           | Џејн Ејр            |
| Пеги Ен Гарнер (млада) | Џејн Ејр            |
| Орсон Велс             | Едвард Рочестер     |
| Маргарет О’Брајен      | Адела Веран         |
| Џон Сатон              | др Риверс           |
| Сара Олгуд             | Беси                |
| Хенри Данијел          | господин Броклхерст |
| Агнес Мурхед           | госпођа Рид         |
| Обри Мадер             | пуковник Перси Дент |
| Едит Барет             | госпођа Ферфакс     |
| Барбара Еверест        | леди Инграм         |
| Хилари Брук            | Бланш Инграм        |
| Етел Грифис            | Грејс Пул           |
| Ејли Мелион            | госпођа Скечер      |
| Ајван Симпсон          | господин Вудс       |
| Ерскин Санфорд         | господин Бригс      |
| Џон Абот               | Мејсон              |
| Елизабет Тејлор        | Хелен Бернс         |
| Меј Марш               | Ли                  |
| Мери Форбс             | госпођа Ештон       |
| Томас Лауден           | сер Џорџ Лин        |